# J'ai faim !!!
Pour les articles homonymes, voir J'ai faim.
Pour plus de détails, voir Fiche technique et Distribution.
J'ai faim !!! est une comédie française réalisé par Florence Quentin, sorti en 2001.

## Synopsis
Le jour où elle hérite de son oncle gravement malade à l’hôpital, Lily se bloque le dos lors d'ébats amoureux avec son compagnon Barnabé. Elle apprend dès le lendemain que celui-ci la quitte pour une collègue, une jeune femme « canon ». Lily, aidée de ses copines et de sa concierge, fait tout pour récupérer son Toto.

## Fiche technique
- Titre original : J'ai faim !!!
- Réalisation : Florence Quentin
- Scénario : Florence Quentin
- Image : Bruno de Keyzer
- Musique : Goran Bregović et Michel Pelay
- Montage : Anne Lafarge
- Cascades : Gilles Conseil et Virginie Arnaud
- Distribution des rôles : Stéphane Foenkinos
- Décors : Véronique Melery et Catherine Jarret-Prieur
- Costumes : Olivier Bériot et Catherine Leterrier
- Producteurs : Patrice Ledoux et Nicolas Seydoux
- Sociétés de production : Gaumont, TF1 Films Production et Canal+
- Sociétés de distribution : Gaumont, Four Star Film, Dania Film et Manga Films
- Lieux de tournage : Studios de Bry-sur-Marne, Clamart, Paris
- Format : couleur – 1.85 : 1 - Panavision
- Son : Dolby Digital
- Genre : comédie
- Langue : français
- Budget : 7.2M€
- Durée : 97 minutes
- Date de sortie : France : 7 novembre 2001

## Distribution
- Catherine Jacob : la fleuriste, Lily
- Michèle Laroque : la copine de Lily, Arlette
- Sophie Tellier : Claire
- Garance Clavel : la concierge, Yolande
- Isabelle Candelier : la collègue fleuriste de Lily, Corinne
- Alessandra Martines : une collaboratrice de Barnabé, Anaïs Pommard
- Yvan Le Bolloc'h : le compagnon de Lily, Barnabé
- Samuel Labarthe : le kiné de Lily
- Serge Hazanavicius : Jean-René
- Stéphane Audran : la mère de Lily, Gaby
- Julien Guiomar : l'oncle de Lily, Guyomard
- Jean-Louis Richard : le docteur de Montalembert
- Bonnafet Tarbouriech : l'agent de police
- Hervé Falloux : Bourdon
- Valérie Decobert : Sonia
- Edith Perret : Madame Savart
- Marie Collins : L'infirmière patibulaire
- Emmanuel Patron : Le docteur
- Thierry Métaireau : Jérôme
- Philippe Cotten : Alain
- Jean Dell : Le client de Barnabé
- Jean-Christian Fraiscinet : Le premier motard de la police
- Vincent Dubois : Le deuxième motard de la police 2
- Véronique de Villele : La prof de gym
- Vincent Nemeth : Le sommelier
- Anne Fassio : La maman de la petite fille
- Mathilde Blache : La petite fille
- Stéphanie Murat : La vendeuse 2
- Christian Neupont : Le garçon brasserie
- Monique Darpy : La femme de ménage
- Jacqueline Noëlle : La dame âgée
- Rémy Roubakha : Le traiteur
- Eric Massot : Le garçon de café
- Jules Jorda : Monsieur Lopez
- Vincent Haquin : Le maître-nageur
- Frédéric Kontogom : Le peintre
- Benyamin Katz : L'autre peintre
- Annick Le Goff : La cliente
- Bénédicte Loyen : La vendeuse
- Brice Dulguérian : Le vendeur
- Cécile Bouillot : La femme policier
- Gilles Conseil : Le concierge de l'hôtel
- Patrick Yocouchi : L'amant d'Anaïs
- Jean-Marie Pasquier : Le client ignoré
- Benoît Floricourt : Coiffeur 1
- Tapa Sudana : Coiffeur 2
- Stéphane Foenkinos : Coiffeur 3
- Éric Fourniols : Eric
- Thierry Mauvoisin : L'homme qui a faim

## Box-office
Les données ci-dessous proviennent de l'European Audiovisual Observatory. Box-office mondial : 630 180 entrées.
| Pays                  | Box-office      | Nb. de semaines |
| Box office Belgique   | 7 057 entrées   | ? sem.          |
| Box-office Suisse     | 1 231 entrées   | ? sem.          |
| Box-office Luxembourg | 931 entrées     | ? sem.          |
| Box-office France     | 613 956 entrées | ? sem.          |
| Box-office Italie     | 3 782 entrées   | ? sem.          |
| Box-office Québec     | 3 223 entrées   | ? sem.          |

## Autour du film
- Avant-dernier rôle au cinéma pour Julien Guiomar.